# 相田みつを美術館
相田みつを美術館 （あいだみつをびじゅつかん、英語表記：Mitsuo Aida Museum） は、東京都千代田区の東京国際フォーラム内にあった美術館。詩人で書家の相田みつをの作品を所蔵していた。館長は、みつをの長男である相田一人。
東京国際フォーラムの長期大規模修繕工事に伴い、2024年（令和6年）1月28日に閉館した。

## 概要
1996年（平成8年）9月19日、東京都中央区銀座に開館 。
みつをは生前「世の中にとって必要なものであれば、自然に残っていく。必要ない物はどんなに残そうと思っても残らないんだ。美術館をつくろうなどとはゆめゆめ思うんじゃないぞ」と美術館には反対していたが、書籍等に印刷された「文字」とは異なる相田みつを直筆の「書」を広く知ってもらいたいという長男相田一人の願いから、東京都中央区銀座に開館した。
2003年（平成15年）11月1日、東京国際フォーラム内に移転した。
閉館まで株式会社組織によって運営されていた。「美術館は接客業」という相田一人の信念に基づき、接遇教育には力を入れており、目や耳の不自由な入館者のため、手話や誘導の研修も行っていた。リピーターのための「友の会」（2010年の会員数：約3,500人）もあった。
開館10周年にあたる2006年（平成18年）には、来館者の累計が380万人を数え、個人名を冠した美術館ではトップクラスの来館者数といわれている。2009年度の入館者数は約46万人。創設以来、堅調に推移した。来館者の特徴として、相田一人は
1. 美術館に滞在している時間が長い
2. リピーターが多い

の2点をあげている 。
東京国際フォーラムが長期大規模修繕工事に入るため、2024年（令和6年）1月28日で閉館した。

## 館内
作品鑑賞に1時間、鑑賞後の余韻に浸りながら過ごすのに1時間という意味で、「人生の2時間を過ごす場所」をコンセプトに設計、普通の美術館が疲れるのは「作品に触れたことでわき上がった思いを、そのまま消化できずに帰宅するからではないか」という考えに基づいている 。館内は、相田みつをが毎日散策した栃木県足利市にある八幡山古墳群をイメージし、くつろぎのスペースを設け、作品を鑑賞した後にゆったりと過ごすことができるように作られていた 。
- 第1ホール―受付、展示室、カフェ、ミュージアムショップほか。展示室では、多数の作品のほか、愛読書の岩波文庫版『正法眼蔵』などの遺品も展示していた。ミュージアムショップでは、絵はがきや色紙、カレンダー、書籍、CDなどが売られており、「入館するや否やショップに直行し、まずお土産を買うお客様もいる」（相田一人）。グッズ販売の売り上げは入館料収入を上回るという[5]。
- 第2ホール―展示室や相田みつをのアトリエを再現したコーナーなど。

両ホールの行き来は館外の通路を使用する必要があり、入場券の半券の提示で自由に行き来が可能だった。

### “アトラクション”
「ライバルは東京ディズニーリゾート」というだけあり、美術館らしからぬ数々の“アトラクション”が用意されていた。
- 電子井戸 - 井戸の底に映像が映し出される
- 電子ブック - 大きな本の上で筆を動かすと作品の映像が表示される

## 行事
月に1回は文化人やタレントといった有名人を招いてトークショーなどのライブを開催。2009年の七夕には浴衣姿のスタッフが出迎え、入館者が書いた短冊を日枝神社でお焚き上げした。毎年ゴールデンウィークに開催されているクラシック音楽の音楽祭・「ラ・フォル・ジュルネ・オ・ジャポン 「熱狂の日」音楽祭」では歌曲や独奏曲などの演奏会場として使用されていた。

## 所在地及び交通手段
- 所在地

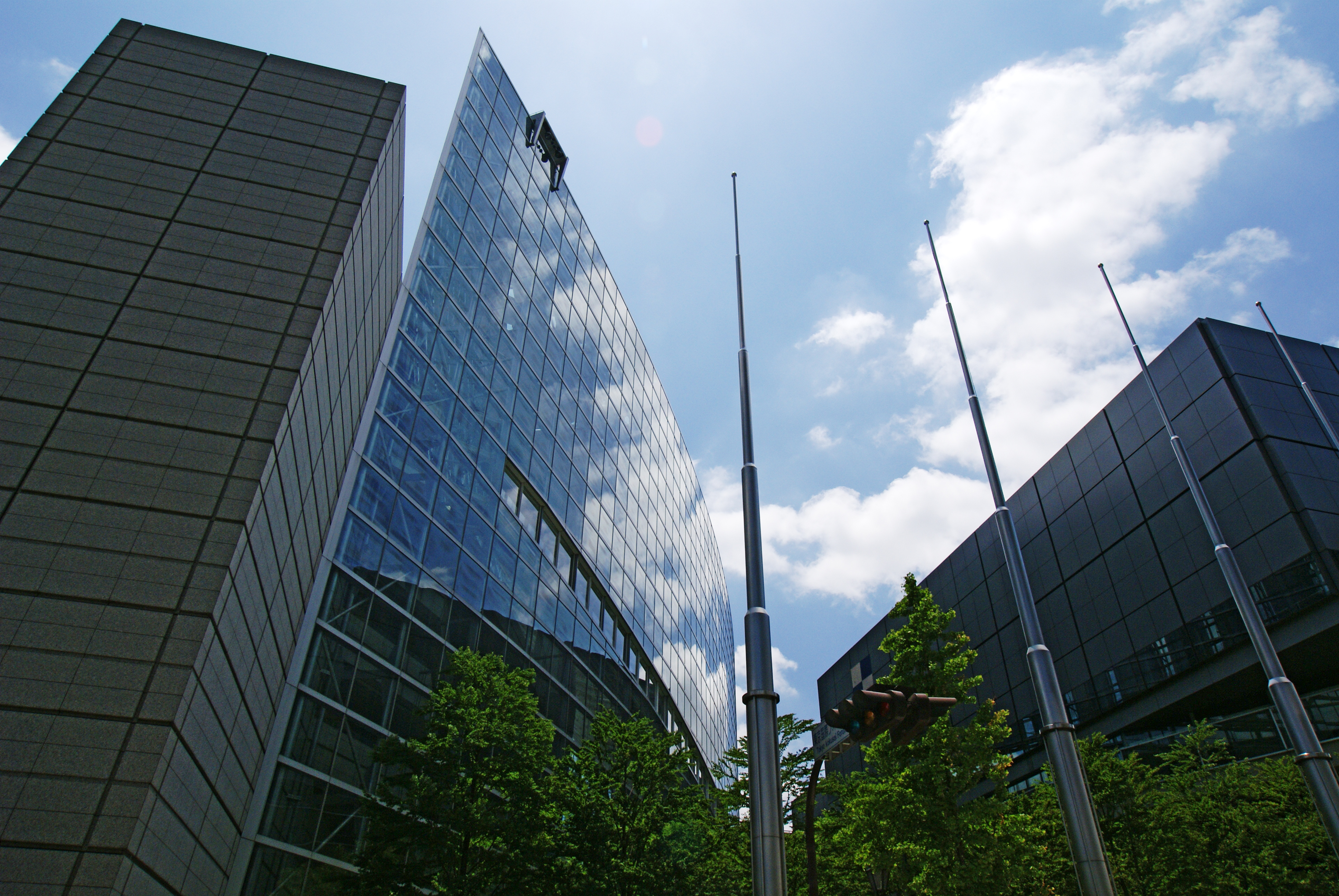
東京国際フォーラム

  - 1996年-2003年： 東京都中央区銀座5-2-1 銀座東芝ビル5階 （H2数寄屋橋阪急上、北緯35度40分19秒 東経139度45分44秒 / 北緯35.67194度 東経139.76222度） [9]
  - 2003年以降： 東京都千代田区丸の内3-5-1 東京国際フォーラム ガラス棟地下1階 (北緯35度40分38秒 東経139度45分50秒 / 北緯35.67722度 東経139.76389度)

- 最寄駅
  - 日比谷駅・有楽町駅徒歩3分。東京駅の京葉地下丸の内口からも至近である。